# Chatignonville
Chatignonville település Franciaországban, Essonne megyében. Lakosainak száma 71 fő (2022. január 1.). Chatignonville Allainville, Garancières-en-Beauce, Authon-la-Plaine és Corbreuse községekkel határos.

## Népesség
A település népességének változása:
| Lakosok száma | 54   | 60   | 62   | 64   | 67   | 69   | 72   | 71   | 71   |
|               | 2013 | 2015 | 2016 | 2017 | 2018 | 2019 | 2020 | 2021 | 2022 |